# Краљ Едип
Краљ Едип, такође преведен под насловима Цар Едип и Господар Едип, атинска је трагедија коју је написао Софокле и која је први пут изведена око 429. године пре нове ере. Првобитно, код старих Грка, наслов је био једноставно Едип (грч. Οἰδίπους), како га је називао Аристотел у Поетици. Сматра се да је касније наслов промењен у Тиранин Едип (грч. Οἰδίπους Τύραννος) да би се разликовала од Софоклове касније драме Едип на Колону. У антици је термин „тиранин” означавао владара без легитимног права на власт, али није нужно имао негативну конотацију.
Од три Софоклове тебанске драме које су преживеле и које се баве причом о Едипу, Краљ Едип је друга написана, након Антигоне, око десетак година касније. Међутим, по хронологији догађаја описаних у драмама, она долази прва, затим следи Едип на Колону и на крају Антигона.
Пре догађаја описаних у драми Краљ Едип, Едип је постао краљ Тебе, несвесно испунивши пророчанство да ће убити свог оца Лаја (претходног краља) и оженити своју мајку Јокасту (коју је Едип узео за краљицу након што је решио загонетку Сфинге). Радња Софоклове драме прати Едипову потрагу за Лајевим убицом како би окончао кугу која пустоши Тебу, не знајући да је убица кога тражи нико други до он сам. На крају драме, након што истина коначно изађе на видело, Јокаста се обеси, док Едип, ужаснут због оцеубиства и инцеста, у очајању избија себи очи.
У својој Поетици, Аристотел више пута спомиње ову драму како би показао различите аспекте жанра.

## Контекст

### Лајева клетва
Несреће које су погодиле Тебу приписују се клетвама баченим на Лаја, који је прекршио свете законе гостопримства.
У младости, Лаја је као госта примио Пелоп, краљ Елиде, где је Лај постао учитељ најмлађег краљевог сина, Хрисипа, у тркама двоколица. Аполон, заштитник младих и дечака, проклео је Лаја јер је отео и силовао Хрисипа.

### Едипово рођење
Када се Лају родио син, он је консултовао пророчицу о његовој судбини. На његов ужас, пророчица је открила да је Лај „осуђен да погине од руке свог сина”. Лај је новорођенчету пробушио ноге и везао их, након чега је наредио својој жени Јокасти да га убије. Не желећи да убије свог сина, Јокаста је наредила слузи да остави новорођенче на планини. Слуга је из сажаљења дао дете пастиру, који је откопчао ноге новорођенчету и дао му име Едип, што значи „отечено стопало”. Пастир је донео новорођенче у Коринт и представио га краљу Полибу, који га је подизао као свог сина.

### Едип и пророчица
Како је одрастао, Едип је чуо гласине да он није заиста син Полиба и његове жене Меропе. Питао је пророчицу из Делфија ко су му прави родитељи, али она му је само одговорила да му је суђено да ожени сопствену мајку и сопственим рукама пролије крв свога оца. Желећи да избегне ову ужасну судбину, Едип, који је и даље веровао да су Полиб и Меропа његови прави родитељи, напустио је Коринт и кренуо ка Теби.

### Испуњење пророчанства

#### Старац
На путу за Тебу, Едип је сусрео једног старца и његове слуге. Њих двојица су почели да се свађају око тога чија кочија има предност на раскрсници. Кад је старац покушао да удари дрског младића својим скиптаром, Едип га је скинуо с кочије и убио. Тиме је испуњен део пророчанства према коме ће Едип убити сопственог оца, јер је старац — како је Едип касније открио — био Лај, краљ Тебе и његов прави отац.

#### Сфингина загонетка
По доласку у Тебу, која је била у хаосу, Едип је срео Сфингу, легендарно биће са главом и грудима жене, телом лавице и крилима орла. Сфинга, смештена на брду, прождирала је становнике Тебе и путнике ако не би успели да реше њен загонетку.
Тачна Сфингина загонетка варира у раним традицијама и није експлицитно наведена у Краљу Едипу, јер се овај догађај одвија пре саме драме. Међутим, према најшире прихваћеној верзији загонетке, Сфинга пита: „Које биће ујутру хода на четири ноге, у подне на две, а увече на три?” Едип, обдарен великом интелигенцијом, исправно одговара: „човек”, који као беба пузи на четири ноге; у зрелости ходa усправно; и у старости се ослања на штап.
Поражена, Сфинга се бацила са литице, чиме се окончава проклетство. Као награду, Едип је проглашен Лајевим наследником и постао владар Тебе, а краљицу-удову Јокасту је добио за жену. Нико у том тренутку није знао да је Јокаста Едипова права мајка. Тиме, без знања било ког од ликова, преостали део пророчанства је испуњен.

## Радња
Едип, краљ Тебе, шаље свог шурака, Креонта, да пита пророчицу у Делфима за савет о проклетству које разара Тебу. Креонт се враћа с вешћу да је проклетство последица религиозне нечистоће, пошто убица њиховог бившег краља, Лаја, још увек није ухваћен. Едип обећава да ће пронаћи убицу, кога проклиње због изазивања проклетства.
Едип позива слепог пророка Тирезију у помоћ. Тирезија признаје да зна одговоре на Едипове питања, али одбија да проговори, уместо тога говорећи Едипу да одустане од своје потраге. Бесан пророковим одговором, Едип оптужује Тирезију за саучесништво у Лајевом убиству. Увређени Тирезија открива краљу да је он сам [Едип] злочинац којег тражи. Едип не разуме како је то могуће и претпоставља да је Креонт платио Тирезију да га оптужи. Њих двојица жестоко се споре, док се Едип руга пророковом недостатку вида, а Тирезија одговара да је сам Едип слеп. На крају, пророк одлази, мрмљајући мрачно да ће када буде откривен убица, он бити становник Тебе, брат и отац својој деци, и син и муж својој мајци.
Креонт стиже да се суочи с Едиповим оптужбама. Краљ захтева да Креонт буде погубљен; међутим, хор га убеђује да пусти Креонта да живи. Јокаста, супруга прво Лаја, а затим Едипа, улази и покушава да утеши Едипа, говорећи му да не обраћа пажњу на пророке. Она препричава случај када су она и Лај чули пророчанство које се никада није испунило. Оно је тврдило да ће Лаја убити његов син; уместо тога, Лаја су убили разбојници, на раскршћу.
Помена раскршћа доводи Едипа да застане и затражи више детаља. Јокаста прецизира да је реч о место где се укрштају путеви према Давлији и Делфима. Сећајући се пророкових речи, он пита Јокасту да опише Лаја. Краљ затим шаље да се пастир, једини преживели сведок тог напада, доведе у палату.
Збуњена, Јокаста пита Едипа у чему је проблем, а он јој објашњава. Пре много година, на гозби у Коринту, један пијани човек је оптужио Едипа да није син свог оца. Едип је отишао у Делфе и питао пророчицу о свом пореклу. Уместо да директно одговори на његово питање, она му је прорекла да ће једног дана убити свог оца и спавати са својом мајком. Чувши то, Едип је одлучио да се никада не врати у Коринт. У својим путовањима, стигао је до поменутог раскршћа и сусрео се са кочијом која је покушала да га изгура са пута. Уследила је свађа, и Едип је убио путнике — међу којима је био човек који је одговарао Јокастином опису Лаја. Међутим, Едип се нада да није Лајев убица, јер се говорило да је Лаја убило неколико разбојника. Ако пастир потврди да је Лаја напало више људи, то ће показати да је Едип невин.
Долази човек из Коринта с вешћу да је Полиб, који је одгајао Едипа као свог сина, преминуо. На гласниково изненађење, Едип је пресрећан, пошто више није у могућности да убије свог оца, чиме је половина пророчанства оповргнута. Међутим, и даље се плаши да би некако могао да почини инцест са својом мајком. У настојању да умири краља, гласник му говори да не брине, јер Меропа није његова права мајка.
Гласник објашњава да је пре много година, док је чувао своје стадо на планини Китерон, пастир из Лајевог домаћинства донео дете којег је требало да се отараси. Гласник је тада дао дете Полибу, који га је одгајао као сина. Едип пита хор да ли неко зна идентитет другог пастира или где би он могао бити сада. Они одговарају да је то исти пастир који је био сведок Лајевог убиства, и за којег је Едип наредио да се доведе. Јокаста, схватајући истину, упорно моли Едипа да престане са питањима. Када Едип одбије, краљица трчи у палату.
Када пастир стигне, Едип га испитује, али овај га моли да му дозволи да оде без даљег одговарања. Међутим, Едип га притиска, коначно му претећи мучењем или погубљењем. Испоставља се да је дете које је донео Лајев сопствени син. У страху од пророчанства да ће дете убити свог оца, Јокаста је дала свог сина пастиру да буде остављен на планини.
Све је коначно откривено, а Едип проклиње себе и судбину пре него што напусти сцену. Хор жали како чак и велики човек може бити уништен судбином, а потом, један слуга излази из палате да говори о томе што се десило унутар ње. Јокаста се обесила у својој спаваћој соби. Улазећи у палату у патњи, Едип позива своје слуге да му донесу мач, како би могао лично да убије Јокасту. Међутим, након што је открио беживотну краљицу, Едип ју је скинуо, а уклонивши дуге златне игле из њене хаљине, ископао је сопствене очи у очају.
Слепи краљ сада излази из палате, молећи да буде прогнан. Креонт стиже и каже да ће Едипа одвести кући док се не консултују са пророчицом о томе шта је најбоље учинити. Едипове две ћерке (и полусестре) Антигона и Исмена су отпослате, а Едип жали што су рођене у тако проклетој породици. Моли Креонта да се брине о њима, у нади да ће живети негде где ће имати прилику за бољи живот од њиховог оца. Креонт пристаје, пре него што поново пошаље Едипа у палату.
На празној сцени, хор понавља опште познату грчку максиму да „никаквог човека не треба сматрати срећним док не умре”.

## Митолошка традиција
Два града, Троја и Теба, била су главна тема грчке епске поезије. Догађаји везани за Тројански рат забележени су у Грчком епском циклусу, од којих је много сачувано, а они о Теби у Тебанском циклусу, који су изгубљени. Тебански циклус описује низ трагедија које су задесиле Лајеву кућу, међу којима је и прича о Едипу.
Хомерова Одисеја садржи најранији извештај о миту о Едипу, када Одисеј наиђе на Јокасту (именовану Епикаста) у подземном свету. Хомер кратко сумира причу о Едипу, укључујући инцест, оцеубиство и Јокастино касније самоубиство. Међутим, у Хомеровој верзији, Едип остаје краљ Тебе, не ослепљује се, нити одлази у изгнанство. Одисеја тврди да су богови открили истину о његовим родитељима, док у Краљу Едипу Едип сам открива истину.
Године 467. п. н. е., Софоклов савременик, трагичар Есхил, освојио је прву награду на Дионизијама са трилогијом о Лајевој кући, која се састојала од Лаја, Едипа и Седморице против Тебе (јединог комада који је сачуван). Како није писао повезане трилогије као Есхил, Софокле се фокусирао на насловног јунака, сугеришући ширу митску причу, која је већ била позната атинској публици у то време.